# Yūji Hoshi
Yūji Hoshi (jap. 星 雄次, Hoshi Yūji; * 27. Juli 1992 in der Präfektur Kanagawa) ist ein japanischer Fußballspieler.

## Karriere
Yūji Hoshi erlernte das Fußballspielen in der Jugendmannschaft der Yokohama F. Marinos sowie in der Universitätsmannschaft der Hōsei-Universität. Seinen ersten Vertrag unterschrieb er 2015 beim Fukushima United FC. Der Verein aus Fukushima, einer Großstadt in der gleichnamigen Präfektur Fukushima im Nordosten der Hauptinsel Honshū, spielte in der dritten Liga, der J3 League. Nach einer Saison verließ er den Klub und schloss sich 2016 dem Zweitligaaufsteiger Renofa Yamaguchi FC aus Yamaguchi an. Bis Ende 2017 stand er für Renofa 59-mal in der zweiten Liga auf dem Spielfeld. 2018 wechselte er ablösefrei zum ebenfalls in der zweiten Liga spielenden Ōita Trinita. Mit dem Klub aus Ōita wurde er Ende 2018 Vizemeister der zweiten Liga und stieg in die erste Liga auf. Nach insgesamt 58 Erst- und Zweitligaspielen wechselte er im Januar 2021 zum Zweitligisten Albirex Niigata. Am Ende der Saison 2022 feierte er mit Albirex die Meisterschaft und den Aufstieg in die erste Liga. Am 2. November 2024 stand er mit Albirex im Finale des J. League Cup. Das Spiel gegen Nagoya Grampus verlor man im Elfmeterschießen.

## Erfolge
Albirex Niigata
- Japanischer Zweitligameister: 2022  ▲
- Japanischer Ligapokalfinalist: 2024

Ōita Trinita
- Japanischer Zweitligavizemeister: 2018  ▲